# Thomas Lodge

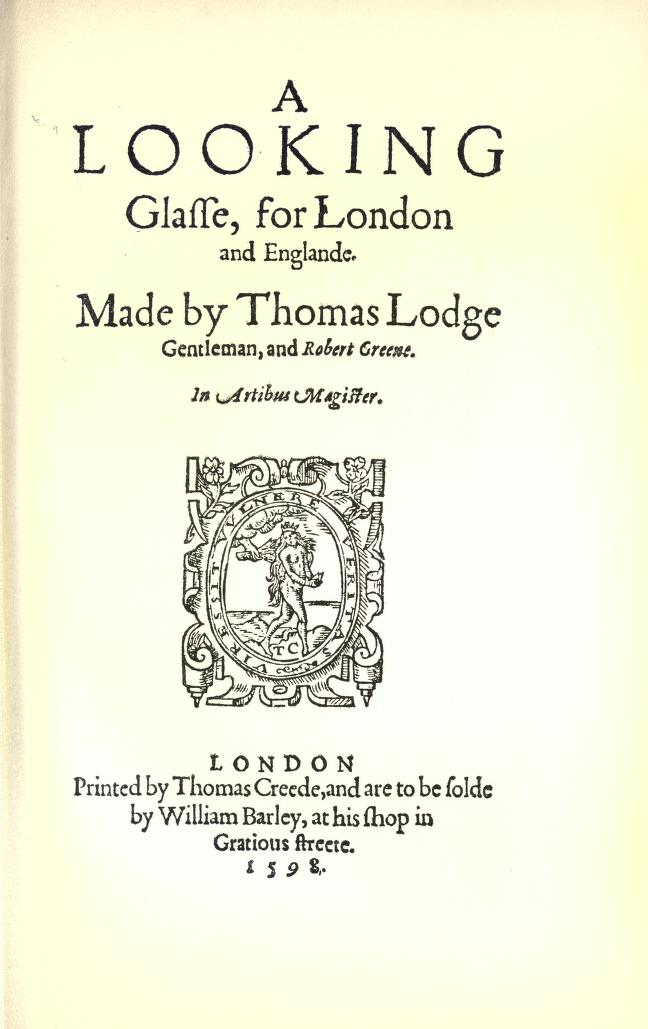
Looking Glass di Thomas Lodge e Robert Greene, 1598

Thomas Lodge (Londra, 1557 o 1558 – 1625) è stato uno scrittore e drammaturgo inglese.

## Biografia
Secondo figlio di sir Thomas Lodge, sindaco di Londra, Lodge studiò al Trinity College di Oxford: tale educazione ne permise l'associazione col gruppo di drammaturghi chiamato University wits. Prese parte ad una spedizione a Terceira e nelle Isole Canarie, durante la quale compose l'opera Rosalinda: El legado dorado de Euphes, pubblicato nel 1590 e utilizzato da William Shakespeare in Come vi piace. Nel 1591 viaggiò in Brasile, tornando a casa nel 1593.
Tra le sue opere sono degne di menzione i drammi Uno specchio per Londra e l'Inghilterra (A looking glass for London and England, 1587, scritto in collaborazione con Robert Greene) e Le ferite della guerra civile (The wounds of civil war, 1588), il poema mitologico La metamorfosi di Scilla (Scillaes metamorphosis, 1589), i romanzi Robin il diavolo (1591) e Vita e morte di William Longbeard (1593), e la raccolta di sonetti Fillide (Phillis, 1593).
In seguito si dedicò alle traduzioni dei classici latini e scrisse il Trattato sopra la malattia (1603) ed un manuale popolare sulla Medicina domestica.